# 162-я бронетанковая дивизия «Ха-Плада»
162-я бронета́нковая диви́зия «Ха-Плада» (ивр. עוצבת הפלדה‎) — тактическое соединение в составе Южного военного округа Армии обороны Израиля.

## История
Дивизия была организована в 1971 году. Накануне войны Судного дня дивизия была регулярной бронетанковой дивизией с приданной ей резервами, под командованием генерал-майора Авраама Адана. Дивизия состояла из 500-й бригады (бронетанковой бригады под командованием полковника Арье Керена), 460-й бригады (Школа бронетанкового корпуса под командованием полковника Габи Амира) и 217-й бригады (под командованием полковника Натана Нира). Подкреплением Генерального штаба служил 146-я бригада (под командованием Моше Пеледа), из-за перевода 7-й бригады с юга на Голанские высоты.

Состав дивизии «Ха-Плада» на 2023 год.

В начале Войны Судного дня дивизия прибыла на Синайский полуостров в ночь 7 на 8 октября. На рассвете 8 октября дивизия атаковала на Северном и Центральном направлении и форсировала Суэцкий канал. Атака закончилась полным провалом для ЦАХАЛа. 18 танков были уничтожены и 38 человек погибли, а командир 113-го батальона Асаф Ягури вместе с его солдатами попал в плен к египтянам.
Несмотря на то, что в то время дивизия относилась к Центральному военному округу, «Ха-Плада» участвовала в боях против Хезболлы с июля по август 2006 года в западном секторе юга Ливана и к северу от Бинт-Джубайль. Дивизия достигла стратегической реки Литани, которая отделяет контролируемый Хезболлой южный Ливан от центрального Ливана. «Ха-Плада» участвовала и в других военных действиях против «Хизбаллы» 27 сентября 2006 года.

### Война в Газе
В ходе массового вторжения боевиков ХАМАС из сектора Газа в Израиль, начавшегося 7 октября 2023 года, дивизия под руководством бригадного генерала Ицика Коэна получила распоряжение занять линию обороны вдоль 232-й трассы, параллельной границе с сектором, и оборонять территории на восток от трассы. Командир дивизии направил силы бригады «Иквот ха-Барзель» на поддержку противостояния с боевиками в городе Сдерот. Вследствие осознания неспособности сил дивизии Газа, на которую была возложена задача обороны территорий на запад от 232-й трассы, вести боевые действия, командир дивизии направил силы бригады «Гивати» на бой с боевиками, проводившими резню в кибуцах Нахаль-Оз, Кфар-Аза и Кисуфим и в мошаве Яхини, в то время как силы бригады «Нахаль» под командованием дивизии вели, помимо прочего, бои около кибуца Керем-Шалом. В ходе боёв Коэн назначил своего заместителя полковника Яира Цукермана командиром бригады «Нахаль» вместо павшего командира бригады полковника Йехонатана Штейнберга.
В дальнейшем дивизия приняла интенсивное участие в начавшейся в октябре 2023 года войне в секторе Газа, став первой дивизией, силы которой были введены с севера сектора в рамках начавшегося в конце октября 2023 года сухопутного манёвра Армии обороны Израиля. На первых стадиях манёвра силы дивизии, включающие силы пехотных бригад «Гивати» и «Нахаль», бронетанковой бригады «Иквот ха-Барзель» и артиллерийской бригады «Амуд ха-Эш», провели удары по ряду укреплений организации ХАМАС, включая базу Подразделения 17, «оборонный квартал» в городе Газа, форпосты «Бадер» и «Аскалан» и укрепление боевиков в больнице «Рантиси», по пути уничтожая туннели и прочие инфраструктурные сооружения противника, а также провели бои в лагере беженцев Шати и в городе Газа. Силы дивизии также вступили в бои в городе Джебалия, зачистив территорию города от боевиков в декабре 2023 года.
В январе 2024 года дивизия приняла под свою ответственность трассу Нецарим в центральной части сектора Газа (переданную под контроль сил бригады «Нахаль» под командованием дивизии) и в последующие месяцы продолжала удерживать северную часть сектора Газа и проводить рейды окружающих территорий, включивших атаку квартала Зейтун города Газа, захват подземной серверной фермы ХАМАС под штабом БАПОР в квартале Рималь города Газа, рейд на занятую боевиками больницу «Аль-Шифа» и рейд на лагерь беженцев Нусейрат. В мае 2024 года силы дивизии перешли в наступление на Рафах на юге сектора Газа, в ходе операции были уничтожены основные силы боевиков в городе и взорваны около 200 туннелей боевиков ХАМАС, в том числе туннели, ведущие на территорию Египта. В октябре 2024 года силы дивизии вернулись на север сектора Газа и провели военные действия в городах Джебалия и Бейт-Лахия.
Силы дивизии действовали в секторе Газа в течение около 15 месяцев до смены дивизией «Синай» 17 февраля 2025 года.

## Состав
В состав дивизии входят, помимо прочего:
- 933-я пехотная бригада «Нахаль» (ивр. חטיבת הנח"ל‎)
- 84-я пехотная бригада «Гивати» (ивр. חטיבת גבעתי‎
- 401-я бронетанковая бригада «Иквот ха-Барзель» (ивр. חטיבה 401‎)
- 37-я резервная бронетанковая бригада «Реэм[ивр.]»
- 215-я артиллерийская бригада «Амуд ха-Эш» (ивр. אגד ארטילרי 215, עוצבת עמוד האש‎)
- 6162-й резервный батальон тылового обеспечения «Эгед[ивр.]» (ивр. אגד לוגיסטי אוגדתי‎)
- Батальон связи «Афик» (ивр. אפיק‎)

## Список командиров дивизии
| Имя                | Срок командования | Комментарии |
| ------------------ | ----------------- | --- |
| Авраам Адан        | 1971—1973         | Командовал во время войны Судного дня. Позже командующий Южного военного округа.                                 |
| Дов Тамари         | 1973—1974         | |
| Амнон Решеф        | 1974—1976         | |
| Дан Шомрон         | 1976—1978         | Позже тринадцатый начальник Генерального штаба АОИ                                                               |
| Хаим Эрез          | 1978—1979         | Позже глава Управления технологии и логистики Генштаба АОИ                                                       |
| Дан Варди          | 1979—1981         | |
| Менахем Эйнан      | 1981—1982         | Командующий дивизией во время Первой ливанской войны. Позже глава Управления технологии и логистики Генштаба АОИ |
| Амнон Липкин-Шахак | 1982—1983         | Позже 15-й начальник Генерального штаба АОИ                                                                      |
| Дорон Рубин        | 1983—1985         | Позже глава управления обучения Генерального штаба АОИ                                                           |
| Дани Ятом          | 1985—1986         | Позже глава Моссада                                                                                              |
| Зеэв Ливне         | 1986—1987         | Позже он стал военным атташе в США                                                                               |
| Ицхаки Хен         | 1987—1988         | |
| Узи Даян           | 1988—1992         | Позже стал заместитель начальника Генерального штаба                                                             |
| Шломо Янай         | 1992—1993         | Позже глава управления планирования Генерального штаба                                                           |
| Амос Малка         | 1993—1995         | Позже глава военной разведки АМАН                                                                                |
| Эяль Бен-Реувен    | 1995—1997         | Позже командир военных колледжей                                                                                 |
| Ицхак Харель       | 1998—1999         | Позже глава управления планирования Генерального штаба                                                           |
| Уди Адам           | 1999—2001         | Позже генеральный директор Министерства обороны Израиля                                                          |
| Эхуд Шани          | 2001—2003         | Позже генеральный директор Министерства обороны Израиля                                                          |
| Таль Руссо         | 2003—2005         | Позже командующий Южного военного округа                                                                         |
| Гай Цур            | 2005—2007         | Во время Второй Ливанской войны. Позже командующий сухопутными войсками                                          |
| Узи Москович       | 2007—2010         | Позже глава управления связи                                                                                     |
| Агай Йехезкель     | 2010—2012         | |
| Моти Барух         | 2012—2014         | Позже глава управления обучения и оперативного управления Генштаба                                               |
| Надав Падан        | 2014—2016         | Позже командующий Центрального военного округа                                                                   |
| Амир Абулафия      | 2016—2017         | Позже глава управления планирования Генерального штаба                                                           |
| Одед Басюк         | 2017 — 2019       | |
| Саар Цур           | 2019 — 2021       | |
| Надав Лотан        | 2021 — 2023       | |
| Ицик Коэн          | 2023 — 2025       | |
| Сагив Дахан        | 2025 — н. в.      | |